# Håkan Hardenberger
Håkan Hardenberger (Malmö, 1961. október 27. –) svéd trombitaművész. Nyolcéves korában kezdett el a hangszeren játszani, tanára Bo Nilsson volt. Tanulmányait később Párizsban és Los Angelesben folytatta. Főként klasszikus zenei darabokat játszik. A The Times magazin a „föld legjobb trombitásának” nevezte. Gyakran játszik együtt a világ leghíresebb zenekaraival, úgy mint a Los Angelesi és a Bécsi Filharmonikusokkal, vagy a Chicagói Szimfonikusokkal.

## Diszkográfia
| - 20/21 (2006) - Exposed Throat (2006) - British Music Collection: Orchestral Works (2002) - Adventures - Mysteries of the Macabre (2002) - Concertos (2002) - British Music Collection: Dispelling the Fears (2001) - Priéres san Parole (2001) - British Music Collection: Endless Parade (2001) - Wind Concertos (2000) - Panorama - Vitruoso Trumpet (2000) - Famous Classical Trumpet Concertos (2000) - Håkan Hardenberger plays Swedish Trumpet Concertos (2000) - Concertos for Piano and Trumpet (1999) | - Fireworks - Music composed by Elgar Howarth: Vol 3. (1999) - Brass Concertos (1997) - Emotion (1996) - Cycle-Concert (1995) - Baroque Trumpet Concerti (1994) - The Virtuoso Trumpet (1994) - Requiem (1994) - Trumpet and Organ Spectaculars (1992) - Trumpet Concertos (1990) - Concertos (1990) - Kantaten (1989) - At the Beach (1989) - Requiem for Fallen Soldiers (1988) |